# Erwachsener
Als erwachsen werden Menschen nach Abschluss der Adoleszenz bezeichnet. Biologisches Synonym ist adult und bezieht sich auf die Geschlechtsreife. Allgemein geht man davon aus, dass der Erwachsene jene notwendigen Fähigkeiten und Kenntnisse erworben hat, die ihn befähigen, die für sein Leben und Fortkommen notwendigen Entscheidungen selbständig und eigenverantwortlich zu treffen. Neben dem Datum der Volljährigkeit, als zentrales Abgrenzungsmittel von Minderjährigen und Erwachsenen, stellt auch die Sexualität eine wichtige Demarkationslinie zwischen diesen beiden Lebensphasen dar. 
Zu den bedeutsamsten Kriterien, mit denen man das Erwachsensein identifiziert, gehört die Reife.

## Konzeptionen von Reife
Auch wenn der Begriff zunächst wie ein biologisches Faktum erscheint, so verbergen sich dahinter unterschiedliche Zuschreibungen, die den Reifegrad jeweils verschieden definieren. Insofern ist es sinnvoll von verschiedenen Konstruktionen des Erwachsenen zu sprechen, die sich dann beschreiben und vergleichen lassen. So lassen sich v. a. biologische-medizinische, juristische und politische Reifegrade voneinander unterscheiden, aber auch philosophische, soziologische und pädagogische. Was genau also unter einem Erwachsenen verstanden wird, hängt immer von der jeweiligen Perspektive ab, aus der man den Erwachsenen betrachtet. Das Erwachsenenalter ist also ein zeit- und kontextabhängiger Begriff, der sich auch aus seinem Verhältnis zu anderen Lebensaltern, v. a. Kindheit und Jugend definiert. So, wie sich die Kindheit im Verlauf der Geschichte gewandelt hat, so weist auch der Erwachsenenstatus eine historische Genese auf.

## Geschichte des Erwachsenen
Wahrscheinlich hat es zu allen Zeiten lebensaltersbedingte Unterschiede im Status der Menschen gegeben. Diese waren aber keineswegs immer so eindeutig auf Kindheit vs. Erwachsene ausgerichtet, wie das heute bisweilen scheint. Der moderne Erwachsene ist nach Norbert Elias v. a. ein Produkt des Mittelalters und der dort einsetzenden Zivilisierung. Elias sieht die Einführung und Verbreitung der Tischsitten als initialen Beginn der westlichen Zivilisierung an. Die entsprechenden Erziehungsmittel, z. B. in Form von Manierschriften, wenden sich zunächst an alle Menschen, ganz gleich ob groß oder klein. Dies ändert sich um 1530 mit der von Erasmus von Rotterdam verfassten „De civilitate morum puerilium“, die nun eine neue Zielgruppe fokussiert: Seine Schrift ist einem adeligen Knaben gewidmet und zur Belehrung von Knaben geschrieben. Damit gilt plötzlich das Kind im Hinblick auf seine Manieren als erziehungspflichtig im Gegensatz zum bereits zivilisierten Erwachsenen. Das unzivilisierte Verhalten des Kindes wird mehr und mehr sozial abgewertet. Die Triebregulierung wird zunehmend zum Erziehungsinstrument. Die soziale Diskriminierung des infantilen Verhaltens kommt noch heute im Begriff „Bäuerchen“ zum Ausdruck, das Kind rülpst noch bei Tisch, so wie es nach landläufigem und diskriminierendem Sprachgebrauch der angeblich unzivilisierte Bauer tut.
Mit zunehmender Zivilisierung trennen sich auch die Körper immer stärker voneinander. Kinder schlafen nicht mehr im Bett ihrer Eltern, Fremde in Gasthöfen nicht mehr in einem Lager. Die Zivilisierung läutet zugleich den Prozess der Individualisierung ein. Der moderne Erwachsene ist ein soziales Individuum, welches seiner Einsamkeit bewusst ist und diese durch seine Fähigkeit zur romantischen Liebe überwindet.

## Juristische Definition
Erwachsene bekommen im Vergleich mit Jugendlichen sowohl mehr Rechte als auch Verantwortung. Bei ihrem Alter wird generell angenommen, dass sie für sich selbst sorgen können. 
Entgegen landläufiger Meinung wird man in Deutschland jedoch nicht automatisch mit dem Erreichen der sogenannten Volljährigkeit erwachsen. Zwar tritt mit Vollendung des 18. Lebensjahres das wichtigste Zeichen der Entwicklung des Menschen zum Erwachsenen ein, nämlich die volle Geschäftsfähigkeit, sowie einige wichtige andere Rechte wie die freie Bestimmung über den eigenen Aufenthaltsort und das uneingeschränkte Wahlrecht.
Insbesondere im Strafrecht zeigt sich, dass unter 21-jährige Volljährige noch nicht in jedem Fall als Erwachsene gesehen werden, da ihr Reifeprozess oft noch nicht abgeschlossen ist. Bis zur Vollendung des 21. Lebensjahres wird dort geprüft, ob sie gemäß ihrer Entwicklung noch einem Jugendlichen gleichzusetzen sind, also Jugendstrafrecht zur Anwendung kommen muss, oder ob sie bereits die Reife eines Erwachsenen besitzen, also Erwachsenenstrafrecht zur Anwendung kommen muss. Eine Person, die das 18. Lebensjahr, aber noch nicht das 21. Lebensjahr vollendet hat, wird als Heranwachsender bezeichnet.
Im SGB VIII wird eine weitere Grenze erst bei 27 Jahren gezogen; Junger Volljähriger ist „wer 18, aber noch nicht 27 Jahre alt ist“ (§ 7 Abs. 1 Nr. 3 SGB 8).
Siehe auch: Liste der Altersstufen im deutschen Recht